# 孝廉
孝廉（こうれん）は、中国前漢の武帝が制定した秀才などと並ぶ郷挙里選の察挙科目の一つ。孝廉とは父母への孝順及び物事に対する廉正な態度を意味する。孝廉は察挙常科の中で最も重要視された科目である。

## 概要
元光元年（前134年）、武帝は董仲舒の建議を容れ、毎年国郡ごとに孝者、廉者各1名を推挙するように命じた。やがてこの種の察挙は孝廉と通称されるようになり、漢代察挙制の中の最重要科目としての地位を占めるようになり、漢代の官人の主要な選抜手段となった。儒教的な教養と素行を兼ね備えている人物が主に推挙された。
通例としては在野の者や百石以下の属吏が郡の太守または国の諸侯相によって孝廉に推薦され、推挙された人物は中央に派遣された後、直ちに官職に就かず、まずは郎署に配置され郎官となった。これは宮廷宿衛を担当することで朝廷の実務を実地体験しながら学習することを目的としていた。このようにして一定期間経過された後、比三百石の郎中になった後に品第の結果により四百石前後の県の県令、長、相、或いは中央官職に選抜される制度であった。後に対象者を六百石未満とする制限ができた
陽嘉元年（132年）、尚書令の左雄の建議により孝廉に応じるものは満40歳以上とされ（しかし、才能と品行に非常に優れた人物は年齢に拘らないで推挙することとなった）、同時に儒生出身の孝廉生に対しては経術、文吏出身の場合には箋奏の試験が義務付けられた。これ以降、正規の官吏登用試験として整備されていった。
中には孝廉や秀才、辟召・徴召といった中央政権への推挙を受けながら霊帝期の華佗のように一切の任官・登用を拒否した例や孝廉による推挙は受けたが、そこでの登用は拒否して辟召・徴召による登用を受ける例もあった。これはそれぞれの採用後の初任官の官扶の差や各々の時代の政治・世論状況などによるものとの研究がある。
しかしその後、役人と権力者･豪族の結びつきが強くなると、権力者や豪族の子弟が優先して推挙されるようになり、この制度は形骸化していく。恒帝・霊帝期には孝廉による推挙を拒む者の割合も高かった。先述のように地方の権力者や豪族の意向が強く反映されるようになった孝廉をはじめとする郷挙里選制は形骸化し、のちに魏でその是正のために九品官人法が施行され縮小した郷挙里選制と併用されるがそれも晋朝・南北朝時代を通じて次第に形骸化していき、隋朝に至り科挙が導入されるに至った。
孝廉科は、地方長官による推挙制度から科挙制度への過渡期の制度であったと言えるだろう。